# الارتباط في البوذية
الارتباط في البوذية تعتبر البوذية أن الزواج شأن علماني ولا يعتبر سرًا، والتالي، يتبع البوذيون القوانين المدنية المتعلقة بالزواج التي وضعتها حكوماتهم. في حين أن الاحتفال نفسه هو المدني، فإن العديد من البوذيين يحصلون على البركة من الرهبان في المعبد المحلي بعد الانتهاء من الزواج.

## تاريخيا

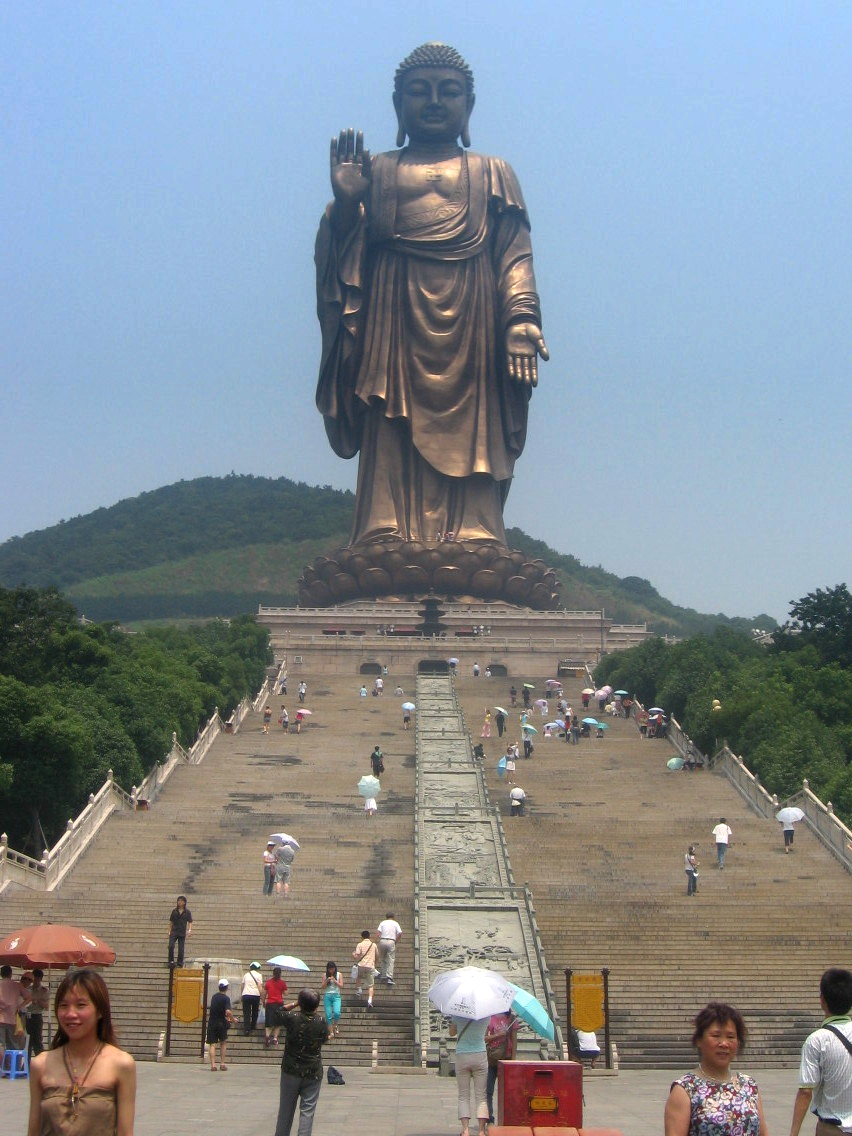
تمثال بوذا الكبير بمدرجاته ال99.

لم يتحدث غوتاما بوذا أبداً ضد الزواج، لكنه أشار، بدلاً من ذلك، إلى بعض صعوبات الزواج، ونقل عنه في بارابهافا سوتا قوله
عدم الاكتفاء بزوجة، والنظر لأخريات - هو سبب سقوط الإنسان.
كون المرء يتخطى شبابه، ويتزوج زوجة شابة ويكون غير قادر على النوم بسبب الغيرة منها - هذا هو سبب سقوط الشخص.

## الآراء
تحدث الدالاي لاما عن مزايا الزواج (الجنس الآخر) وتخلى الكثير من الناس في الغرب عن الزواج. فهم لا يدركون أن الأمر يتعلق بتطوير الإعجاب المتبادل بشخص ما، واحترام عميق وثقة عميقة ووعي باحتياجات إنسان آخر... فالعلاقات الجديدة سهلة المنال تسهل لنا المزيد من الحرية - ولكننا لا نرضى عنها.
في حين أن البوذية لا تنحاز مع أو ضد الزواج، إلا أنها تقدم بعض المبادئ التوجيهية لذلك. في حين أن الممارسة البوذية تختلف اختلافاً كبيراً بين مدارسها المختلفة، فإن الزواج هو أحد المفاهيم القليلة المذكورة على وجه التحديد في سياق (السلوك البوذي).
يحتوي القانون الأساسي للأخلاقيات البوذية، البانشاسيلا (أو خمسة مبادئ) على تحذير من سوء السلوك الجنسي، على الرغم من أن ما يشكل سوء السلوك من منظور بوذي يختلف اختلافاً واسعاً اعتماداً على الثقافة المحلية.
وصف (Digha Nikaya 31 Sigalovada Sutta) الاحترام الذي من المتوقع أن يمنحه الزوج لزوجته.

## الطلاق
بما أن الزواج علماني، ليس للبوذية أي قيود على الطلاق. قالت ك. سري دهامانندا: «إذا كان الزوج والزوجة لا يستطيعان العيش معًا، بدلاً من أن يعيشوا حياة بائسة ويأويهم المزيد من الغيرة والغضب والكراهية، يجب أن يكون لديهم الحرية للفصل والعيش بسلام».

## وصلات خارجية ومراجع
1. 1 2  "Personal Ceremonies: Marriage / Funeral Rites". Buddhanet.net. Retrieved 2012-06-06.
2. 1 2  "A Basic Buddhism Guide: Buddhist Ethics". Buddhanet.net. Retrieved 2012-06-06.
3. 1 2  "A Happy Married Life: A Buddhist Perspective". Accesstoinsight.org. Retrieved 2012-06-06.
4. ↑  "Parabhava Sutta". Buddhasutra.com. Retrieved 2012-06-06.
5. ↑  "HH Dalai Lama". Khandro.net. Retrieved 2012-06-06.
6. ↑  "Buddhist view on marriage". Purifymind.com. Retrieved 2012-06-06.
7. ↑  "Buddhist practices". Londonbuddhistvihara.org. Retrieved 2012-06-06.
8. ↑  "Sigalovada Sutta". Accesstoinsight.org. 2012-03-24. Retrieved 2012-06-06.
9. ↑  "Divorce". Guide to Buddhism A to Z.
10. ↑  A Happy Married Life A Buddhist Perspective". Access to Insight.